# Connecteur dock 30 broches (Apple)
Suivant

Le Connecteur dock 30 broches ou Connecteur 30 broches est un connecteur à 30 broches produit par Apple depuis l'introduction de l'IPod classic en 2003. Il est remplacé en 2012 par le connecteur Lightning. 

## Histoire
Le connecteur 30 broches est utilisé sur la plupart des appareils Apple tels que l'iPhone (1e génération), l'iPhone 3G, iPhone 3GS, iPhone 4, iPhone 4S, iPod Touch (de 1e à 4e génération), iPad, iPad 2 et iPad 3 depuis son introduction avec l'iPod classic en 2003 jusqu'à la sortie du connecteur Lightning fin 2012. 
À l'origine, le connecteur dock d'Apple permet d'utiliser le port USB, le FireWire, certaines commandes et des sorties audio.
En raison de la popularité des appareils iPod et iPhone utilisant le connecteur, une industrie locale est créée avec des appareils tiers pouvant se connecter à l'interface. Avec la fin de production de l'iPod Classic 6e génération et de l'iPhone 4S, les derniers produits équipés du connecteur à 30 broches, le connecteur est supprimé en septembre 2014.